# Districtul Aïn Témouchent
Aïn Témouchent este un district din provincia Aïn Témouchent, Algeria.